# Wolf Traut
Wolf Traut (Nuremberg, vers 1485 – Nuremberg, 1520) est un peintre, graveur sur bois et dessinateur allemand, collaborateur d'Albrecht Dürer, puis maître indépendant.

## Biographie et œuvre

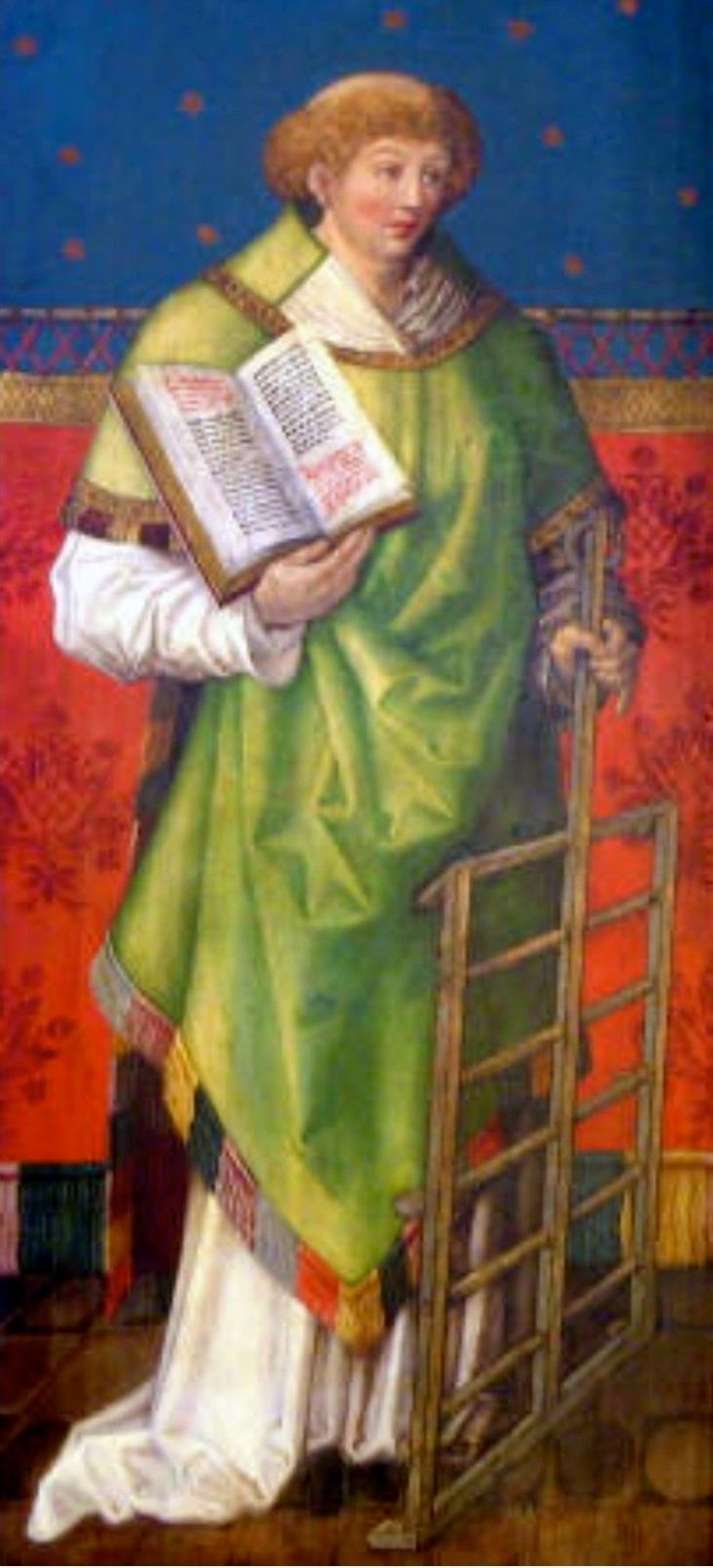
Saint Laurent (1511-1512). Maître-autel de l'église Saint-Jean de Nuremberg.

Wolf Traut est né à Nuremberg, vers 1485, fils et élève de Hans Traut (vers 1460-1516), peintre originaire de Spire et citoyen établi à Nuremberg depuis 1477,,. Il est peut-être aussi élève de Michael Wolgemut. Vers 1504, il commence à travailler dans l'atelier de Dürer ; il participe, avec Hans Baldung et Hans Leonhard Schäuffelin, aux dessins pour les gravures du livre d'Ulrich Pinder Der beschlossen Gart des Rosenkrantz Marie. Il est probablement assistant de Hans von Kulmbach pendant que Dürer est en Italie (de 1505 1507). En 1511, il est maître indépendant avec un propre atelier dédié à la peinture de retables, mais il continue à collaborer avec Dürer en 1512-1513 dans la conception des xylographies destinées au projet ambitieux et monumental de livre Arc de Triomphe destiné à l'empereur Maximilien Ier,.

### Maître-autel de l'église Saint-Jean
Sa première œuvre importante, vers 1511-1512, est le maître-autel de l'église Saint-Jean de Nuremberg, toujours en place, où l'influence de Dürer et de Martin Schongauer est visible. C'est un grand polyptyque. Les donateurs sont identifiés par de petits tableaux du couple, l'un daté de 1511 de Fritz Holzschuher, et l'autre de son épouse Barbara Kressin portant la date de 1521, à chaque fois il s'agit de l'année du décès. Le panneau central montre trois sculptures en bois dans un écrin surmonté d'un ornement de guirlandes, la Vierge à l’enfant entourée de Jean-Baptise à gauche portant un agneau et de l’apôtre Jean à droite. Les volets ouverts donnent à voir quatre scènes de la vie de Marie, l'annonciation et la présentation de Marie au temple sur le volet gauche, la nativité et l'assomption de Marie à droite. Ces volets fermés font apparaître une deuxième paire de volets doubles ; si l'on ouvre ces volets, on voit à gauche et à droite quatre tableaux, à gauche des scènes de la vie de Jean-Baptiste, à savoir le Baptême du Christ, le Repas de Hérode, le Prêche de Jean dans le désert et la Décapitation de Jean. À droite, des scènes de la vie de l'apôtre Jean, à savoir Jean dans le chaudron d'huile, Jean ressuscitant un mort, Jean à Patmos et Jean au calice empoisonné. Si l'on referme ces deux volets sur eux-mêmes, et les deux volets intérieurs, apparaissent quatre personnages de saints, de gauche à droite saint Laurent, Jean-Baptiste, Jean l'Évangéliste et finalement saint Sébald. Les deux saints protecteurs de Nuremberg (Laurent et Sébald) entourent donc les deux Jean auxquels est dédié l’église. La prédelle contient encore cinq tableaux, le Christ priant dans le jardin de Gethsémani au-dessus du panneau de dévotion du donateur, une crucifixion, et un résurrection du Christ au-dessus du panneau de la donatrice.
Deux panneaux sont conservés au Germanisches Nationalmuseum en Nuremberg. Ils composent les deux faces d'un volet d'une prédelle, datée de 1510 avec sainte Barbe d'un côté et Jean l'Évangéliste de l’autre. Ces panneaux ont d'abord été attribués respectivement à Wolgemut et Kulmbach, et ont été acquis par le roi Louis de Bavière.

### Baptême du Christ
De 1513 à 1518, Traut travaille à des commandes des abbés Sebald Bamberger et Johannes Wenck de l’abbaye cistercienne de Heilsbronn. La cathédrale de Heilsbronn comporte plusieurs retables avec des contributions de Wolf Traut, en plus du maître-autel créé par son père Hans et auquel le fils a collaboré. Le panneau central d'un retable de saint Jean de l’abbaye est un Baptême du Christ, maintenant au Germanisches Nationalmuseum. La partie supérieure arrondie du tableau était cachée par une ornementation en bois sculptée. L'influence de Dürer y est aussi visible. C'est une œuvre majeure du peintre. Elle était considérée comme un travail de Dürer et offert comme tel en cadeau à l’empereur Rodolphe II en 1606.

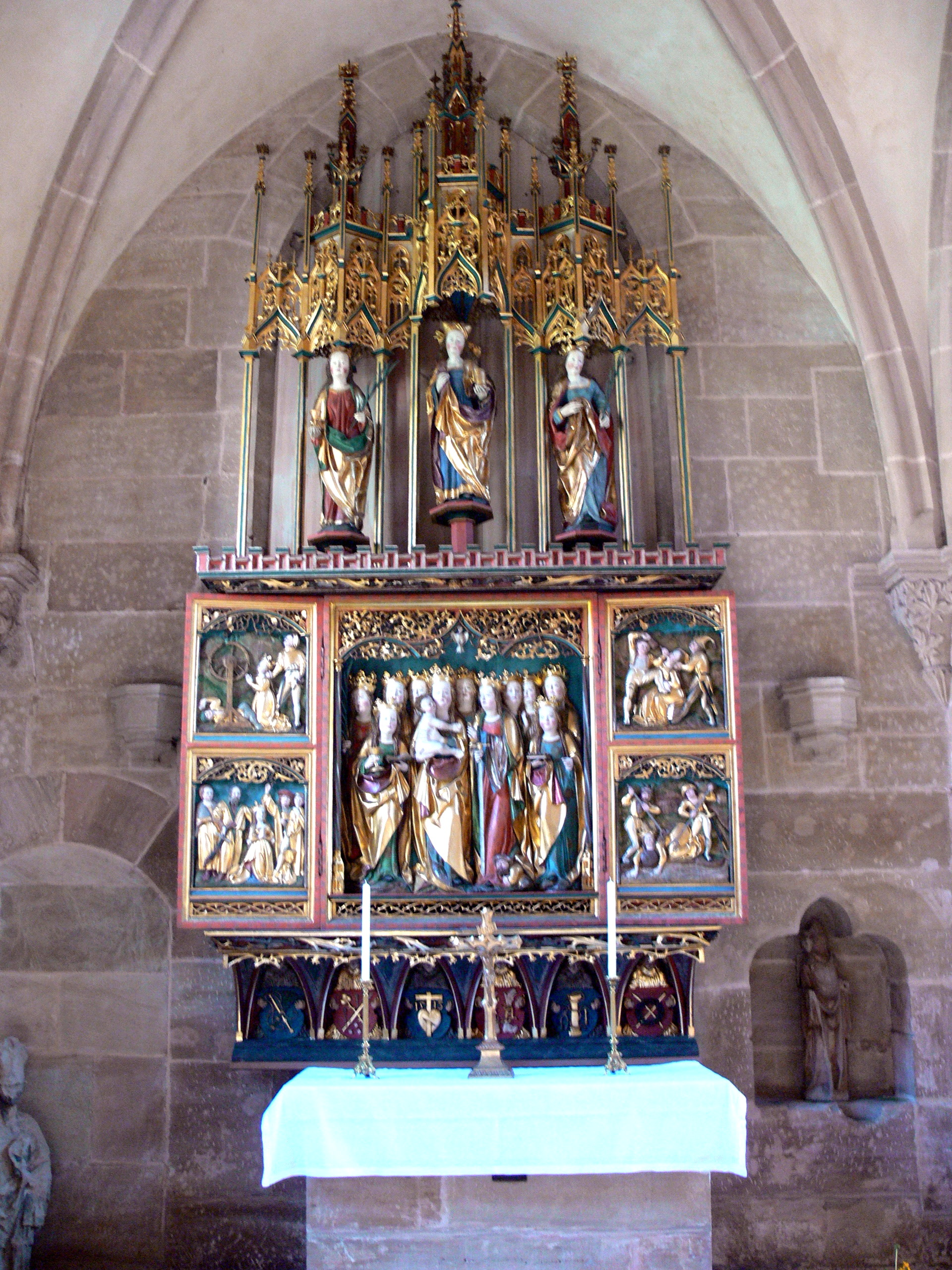
Retable des onze mille vierges.

En 1513 est achevé l'autel de Sainte Ursule et ses onze mille vierges. Les sculptures sont de Peter Strauß (1480-1520) originaire de Nördlingen. Wolf Traut en peint l'extérieur des volets, une saint Barbe et une sainte Catherine. La prédelle comporte six anges tenant des blasons sur lesquels son représentés les instruments de la Passion ainsi que l'année 1513 et les initiales « S. A. » pour « Sebaldus Abbas ». D'autres œuvres, pour la même église, sont le retable des saints Maurice et Vincent (1515-1517) et le retable de Pierre et Paul (1517-1518), où Traut exécute les peintures, les sculptures étant de Peter Trünklin, et un Marie et Jacques.

### Retable d'Artelshofen
Une des œuvres les plus imposantes de Traut est le retable d'Artelshofen (« Artelshofener Altar »), un retable de grande taille (le panneau central mesure 168 × 114 cm) peint en 1514 pour une chapelle de l'église Saint-Laurent, puis à partir du XVIIe siècle dans l'église patronale de la famille Harsdörffer à Artelshofen (maintenant incorporé dans la commune de Vorra); lors du transfert, les images des donateurs sont remplacées par celles des nouveaux propriétaires, Wolf Harsdörffer et son épouse Ursula Viatis. C'est la seule œuvre à porter un monogramme de l'artiste, « W » surmonté en son centre d'un « T ». Maintenant, l'ensemble est conservé au Bayerisches Nationalmuseum de Munich. Sur le panneau central, une Sainte Parenté. Sur les volets ouverts, on reconnait saint Laurent et saint Étienne d'une part, saint Christophe et saint Sébastien d'autre part; dans des arcades des angelots portent les armoiries. Les deux volets étroits (de dimensions 168 × 46 cm) portent une sainte Catherine et une sainte Félicitas,. Quand le retable est fermé, le volet gauche montre deux saints et le donateur, le droit deux saints et la donatrice.
Traut est remarquable pour ses couleurs brillantes rappelant Dürer, et pour l'emploi d'un cadre sous forme d'une triple arcade avec profusion d'ornementations, dans un style italianisant.

### Gravures et dessins
Avant sa mort en 1520, Traut commence à travailler au « Hallesche Heiltumsbuch » commandé par le cardinal Albert de Brandebourg et qui contient des gravures sur bois exécutées par Traut et deux autres artistes. Il s'agit d'un répertoire contenant des descriptions de reliques et de leurs reliquaires, avec images gravées. Un modèle pour ce recueil est le Wittelsbacher Heiltumsbuch de Kranach, de 1500. Le livre contient 234 gravures sur bois dont certaines répétées. C. Dodgson, cité dans la notice du British Museum liste dix-neuf imprimés isolés et des illustrations pour vingt-trois livres ; parmi eux, la contribution la plus importante sont les cinquante et un dessins pour la Legend des Heyligen Vatters Francisci de Bonaventure de Bagnoregio, parue chez Hölzel, à Nuremberg en 1512.

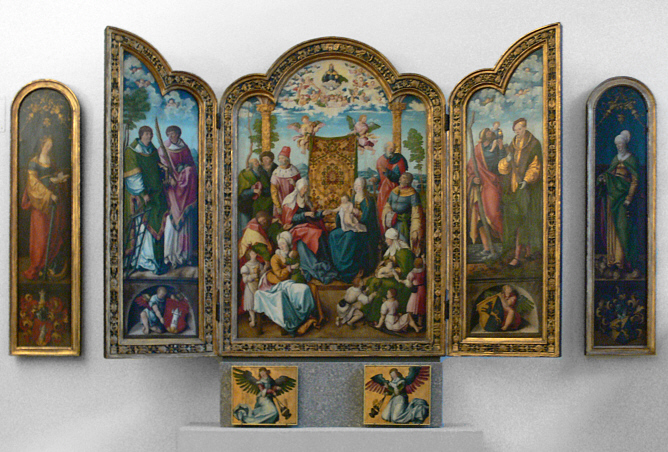
Retable d'Artelshofen (1514), Bayerisches Nationalmuseum.
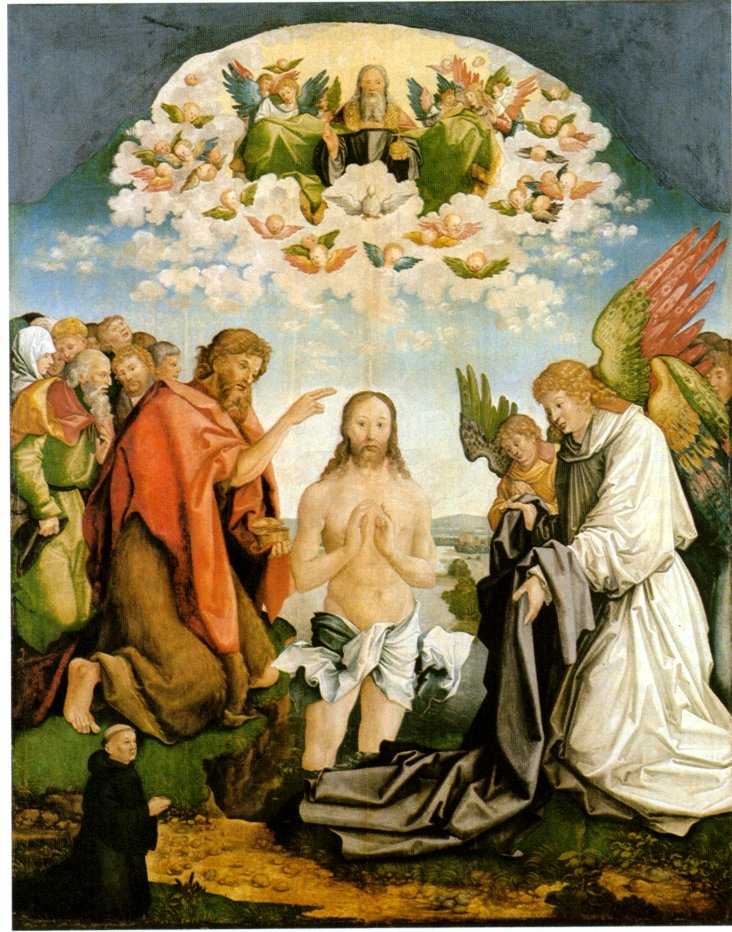
Baptême du Christ (1517). Germanisches Nationalmuseum.
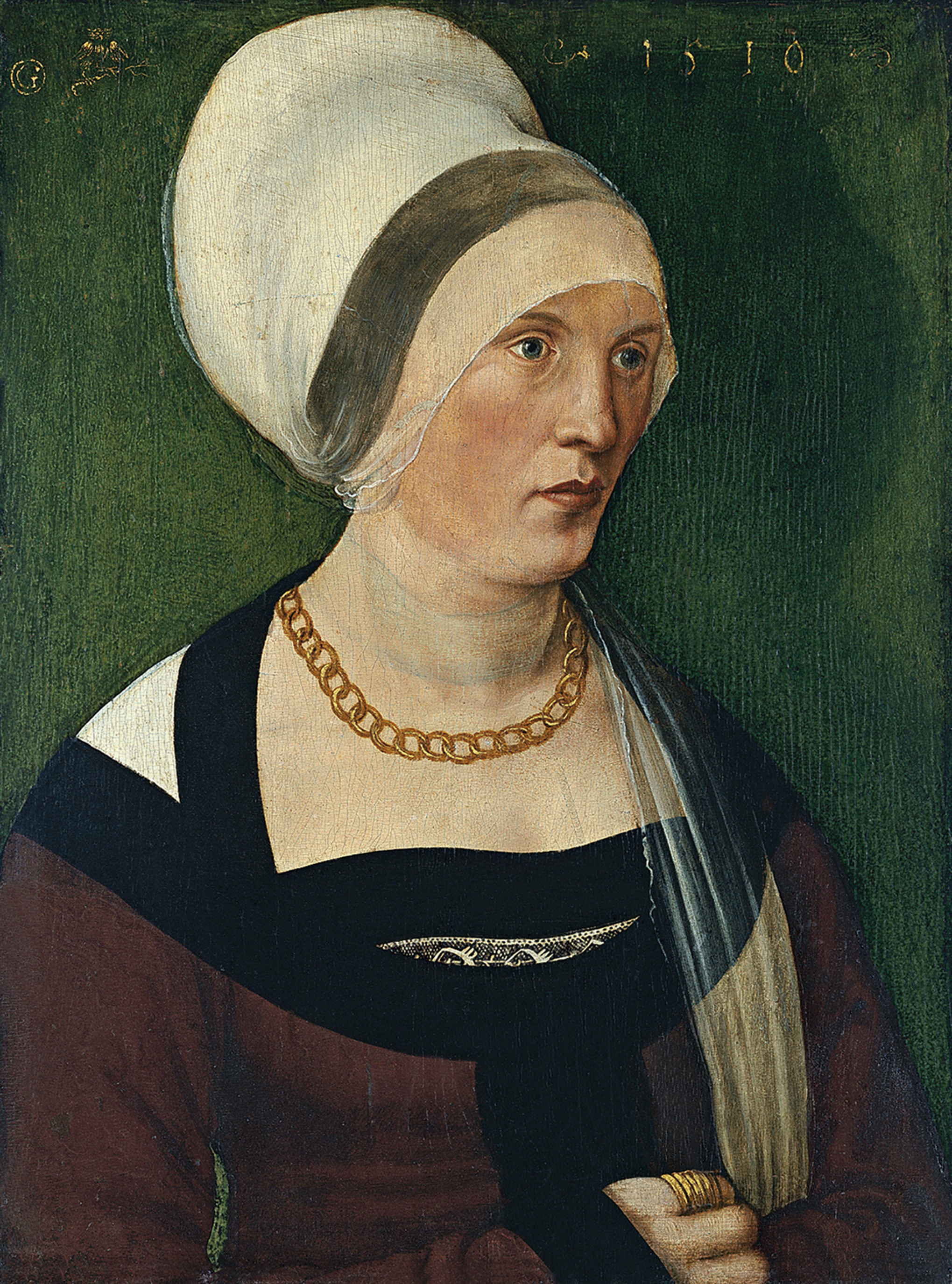
Portrait de femme (1510). Madrid, Musée Thyssen-Bornemisza[15].